# Import/Export
Película de 2007 del director austriaco Ulrich Seidl, se presentó en varios festivales europeos como los de Cannes o Gijón.

## Sinopsis
Olga deja atrás su trabajo de enfermera en Ucrania y emigra al oeste, donde acaba trabajando en Viena como limpiadora al principio y como modelo porno en internet más tarde. Paul es un guardia jurado austriaco en paro, por lo que decide emigrar a Ucrania para trabajar como transportista y reparador de máquinas tragaperras.
- Datos: Q253921